# Тенла
Тенла (тиндин. Тенла́) — село в Цумадинском районе Дагестана. Входит в состав сельского поселения Тиндинский сельсовет.

## География
Село находится в 1,5 км к северо-северо-западу от центра сельского поселения — села Тинди и в 8 км к югу от районного центра — села Агвали.

## Население
| 1926 | 1939 | 1970 | 1989 | 2002 | 2003 | 2004 |
| ---- | ---- | ---- | ---- | ---- | ---- | ---- |
| 82   | ↘47  | ↗115 | ↘100 | ↘73  | →73  | ↗82  |
| 2007 | 2010 | 2021 |      |      |      |      |
| ↘72  | ↘67  | ↘41  |      |      |      |      |

Тенла - тиндинский хутор. По данным Всероссийской переписи населения 2010 года в селе проживало 67 человек.